# 輻輳

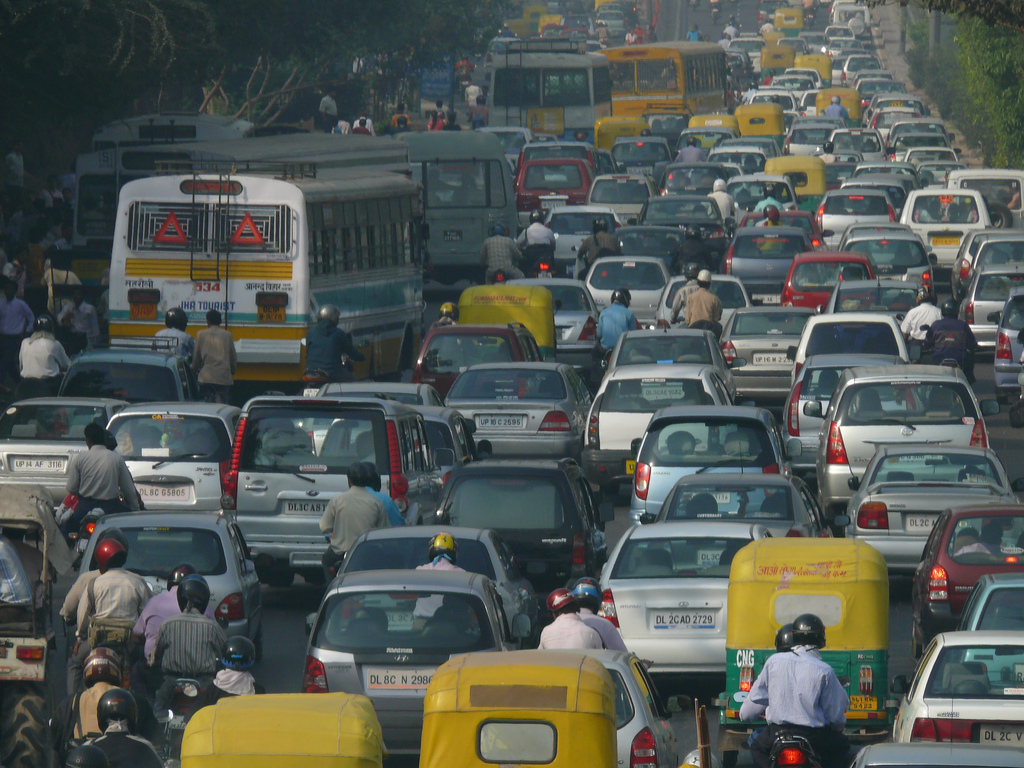

輻輳（ふくそう）は、物が1か所に集中し混雑する様態をいう。医学、生物学領域では「輻湊」と表記する例もある。
- 輻輳眼球運動（両目が同時に内側を向く目の動き）の略称。
- たとえば電話網でイベントや災害時に発生する、通信要求過多により、通信が成立しにくくなる現象の通信分野における用語。

本項は電気通信分野の輻輳について詳述する。輻輳の発生を回避したり、輻輳状態から速やかに回復させる技術を輻輳制御 (congestion control) と称し、輻輳が悪化して通信が成立しない状態を輻輳崩壊と称する。

## 語源
古来の日本語で、ものが集まり混み合うことを表す「輻輳」を、通信工学分野の専門用語 congestion の和訳語として充てた専門用語である。

## 説明
電話などの通信は、道路交通に例える事ができる。道路交通における渋滞と同様、ある程度まではスループットは需要に応じて上昇するが、その後徐々に抑えられ、ある許容量を超えると急激に支障が多発する、現象が起きる。つまり通信の交通渋滞といえる。

## 電話網の輻輳
通信システムは（電話網に限らず一般に）、輻輳が限界に達する前に通信を制限して、システムダウンを防ぐようになっている。電話網のような回線交換方式のネットワークでは、輻輳が発生している場合には、発呼に対して回線の接続が行われず、その代わりに「お客様のおかけになった電話は大変混みあってかかりにくくなっております」と（実際に発生している状況による）音声が直ちに流れる状態か、回線が切断される。

### 主な発生原因
基本的には、大量の電話が短時間に集中することで輻輳状態が発生する。主な原因としては、次のようなケースがある。
1. 大規模災害発生時の安否確認の電話。
2. 各種チケット予約開始時の電話。

別の原因としては、いわゆる「ワン切り」、通信回線の故障（容量の低下）によるケースもある。

### 災害発生時
大地震や風水害などの、大きな被害をもたらす自然災害が発生した場合、全国各地より、特定の地域（＝被災地）に安否の確認が集中する。道路に喩えれば各地より観光客が集中するようなもので、目的地（＝電話先）にたどり着くことが容易ではない。また、災害による道路の損壊の様に、通信機器や回線自体も被災して通信許容量が減少していることもある。
これらは災害型輻輳とも呼ばれる。特に災害の規模が大きい場合には、輻輳状態を回避する目的でNTT東西により「災害用伝言ダイヤル (171)」や、インターネット上の電子掲示板の一種である公式サイト「災害用伝言板サービス (Web171)」が稼働する。
輻輳が発生し、通信網の全停止という最悪の事態を回避する目的で、通信量の制限が設定される。この設定時は、一般の回線からは接続が制限される。携帯電話といった一般回線からの119番や110番への緊急通報や、公衆電話など災害時優先電話に指定されている緊急電話からの通話に対して、通話制限は適用されない。

### チケット予約など
コンサートやスポーツイベントなどの人気チケット予約、新型コロナウイルスのワクチン接種予約などでは、予約開始時間到来とともに、受け付け窓口に大量の電話が集中する。つながらなかった場合は再度かけ直すため、さらに現象は悪化する傾向が強い。
このようなケースは企画型輻輳とも呼ばれる。現在はこれを回避する目的でナビダイヤルの導入やコールセンターの全国分散が進み、企画型輻輳の発生は減少傾向にある。
災害時と同様に輻輳による制限が設定される場合がある。災害と異なり優先電話からの電話も制限され「チケットは公衆電話からの方がつながりやすい」「固定電話は比較的つながりにくい」など都市伝説は、いずれも誤りである。

### 携帯電話・スマートフォン・PHSの場合
携帯電話（フィーチャーフォン）・スマートフォン・PHSの場合、災害やチケット予約に加え、次のようなケースで輻輳が発生することもある。
いくつかの例では、発呼側で発生するという特徴がある。この場合、接続できないか、携帯電話機に「しばらくお待ちする」よう呼びかける旨が表示がされる。PHSは利用者が少ないため、輻輳の頻度は低い。
- 年末年始（元日午前0時の瞬間 - 2時頃）の「おめでとうコール」「おめでとうメール」や、ソーシャル・ネットワーキング・サービス（Twitter、LINEなどのSNS）への書き込みが殺到し、回線やサーバ（パケット網）の輻輳が発生する。LINEではこのためにサーバーを増強している[4]。2017年までは大手キャリアが新聞広告やウェブサイトを通じて事前に告知と自粛要請を行った上で、該当時間帯のネットワーク網全体の通信量を制限することもあった[5]。
- 花火大会、成人式、コミックマーケットなど、多数の人の集まる大規模イベントの開催会場周辺での通話や無線パケット通信の急増。この場合、移動基地局車を出動させて対処することがあるが、それでも追いつかずに輻輳が発生することがある。
- 乗降客の多い大都市ターミナル駅周辺で、昼12時頃と夜18 - 21時頃（俗に言う「アフターファイブ」）での、通話や無線パケット通信の急増。
- 天候の急変や事件・事故の発生など（例えば電車が途中駅に足止めされた場合）による、突発的な通話や無線パケット通信の急増。

なお、台風や地震や津波などの大規模な災害が発生した場合、前述の「災害用伝言ダイヤル（171）」や「災害用伝言板サービス（Web171）」の開設のほか、携帯電話会社では、自社のネットワークサービス内に災害用伝言板サービスや災害用音声お届けサービスを開設して、音声通話網の輻輳状態に対応している。

## パケット網における輻輳
以上の電話システムを主とした説明は（携帯電話など発呼側の近傍の現象を別として）回線交換方式のネットワークにおけるものである。この節では、インターネットなどパケット方式、特にインターネットで使われているInternet Protocol網を支えている、インフラストラクチャにおける輻輳現象と、インターネット・プロトコル・スイートとの関連などについて概観する。
パケット通信では、データがパケットという単位に分割され、端末からいくつもの中継ルーターを経由して相手の端末へ送られることで通信する。ネットワークに流入するデータが増え通信回線の許容量を超えた場合、パケットは中継ルーターにおいて待ち行列にいれられ処理待ちとなる。これが遅延の原因となる。また中継ルーターにおいて待ち行列には限りがあるため、パケットが入りきらない場合は転送待ちパケットのいくつかを廃棄しなければならなくなる。このパケットの配送の遅延や廃棄される状況がインターネットにおける輻輳である。
輻輳が発生すると、ネットワーク利用者はデータ転送がスムーズに行われないことに気づき、データ転送を中止してから同じデータ転送を再び行ったり、複数のアプリケーションからデータ転送をおこなったりする。このような行為により輻輳は悪化する。
TCPなどの通信プロトコルでは、輻輳により再送を自動で行うような物があり、輻輳が悪化する。そのためTCPでは輻輳崩壊へ至らないため、様々な輻輳回避アルゴリズムが考えられている。その核となっているのが、スロースタートと輻輳回避という二つの通信段階である。
1986年10月頃に初期のARPAネットで輻輳崩壊が観測されている。

## 単一設備の輻輳
輻輳は通信分野以外においても至る所で観測することができる。例えばオフィスの複合機やトイレの個室など、同時に利用できる数に制約がある設備で輻輳が発生するケースがある。オフィスの複合機を2台から1台に減らした場合、利用者が同数であっても平均到着時間がランダムであったり利用者がダンゴ状態で到着する場合は待ち時間は単純に2倍にはならず、2倍以上に増大することが知られている。このようにパラメータを1つ変えただけでも輻輳発生確率が線形に比例しないという点が輻輳制御の難しさであり、様々なアルゴリズムが提案されている理由でもある。